# Graydon Nicholas
Graydon Nicholas, ONB (* 1946 in Tobique) ist ein kanadischer Richter. Von 2009 bis 2014 war er der Vizegouverneur der Provinz New Brunswick und repräsentierte als solcher das Staatsoberhaupt, Königin Elisabeth II., auf Provinzebene.

## Biografie
Nicholas ist ein Angehöriger der zu den Maliseet-Indianern zählenden Tobique First Nation. Nach der Schulzeit zog er nach Antigonish, um an der Saint Francis Xavier University Recht zu studieren. Er setzte sein Studium an der University of New Brunswick in Fredericton fort und war 1971 der erste Ureinwohner, der in den atlantischen Provinzen einen universitären Abschluss in der Rechtsprechung machte. 1974 schloss er an der Wilfrid Laurier University in Waterloo zusätzlich als Master in sozialer Arbeit ab.
Anschließend arbeitete Nicholas mehrere Jahre für die Union der Indianer von New Brunswick. Er war von 1976 bis 1980 deren Vorsitzender und von 1980 bis 1988 deren Präsident. 1991 wurde er als erster Ureinwohner zum Richter am Provinzgericht von New Brunswick ernannt. Parallel dazu war er bis 1999 Dozent an der St. Thomas University in Fredericton. Generalgouverneurin Michaëlle Jean vereidigte Nicholas am 30. September 2009 als Vizegouverneur von New Brunswick. Seine Amtszeit endete am 23. Oktober 2014.